# Sitowiec (przystanek kolejowy)
Sitowiec – zlikwidowany przystanek kolejowy w województwie wielkopolskim, w Polsce, na linii kolejowej nr 405, łączącej stację Piła Główna z Ustką. Został zlikwidowany w roku 1955.